# 符氏眶燈魚
符氏眶灯鱼（学名：Diaphus fragilis）为輻鰭魚綱燈籠魚目灯笼鱼科的其中一種，分布於全球三大洋的熱帶海域，屬深海魚類，棲息深度可達15-1313公尺，體長可達9.9公分。

## 扩展阅读
維基物種上的相關：符氏眶灯鱼